# Pirámide de Meidum

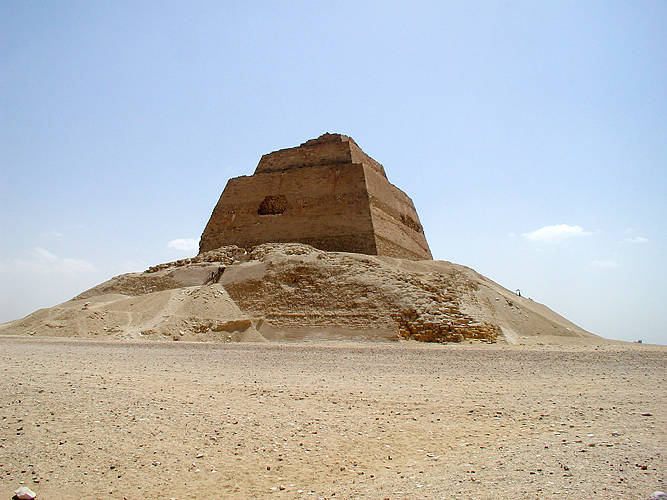
Restos de la Pirámide de Meidum.

La pirámide de Meidum, llamada por los árabes la Falsa pirámide (el-haram el-kaddab), está situada a la entrada de El Fayum, a unos 100 km de El Cairo. Se conservan restos de la estructura central, rodeados de un montículo formado por los escombros del recubrimiento. Es una de las tres grandes pirámides construidas durante el reinado de Seneferu. 
Fechada en el siglo XXVI a. C.,en el año 2600 a.c aproximadamente fue construida con piedra caliza (los egiptólogos estiman que durante el reinado de Huny, último faraón de la tercera dinastía, aunque ninguna inscripción lo confirma). Tenía originalmente siete gradas, ampliadas posteriormente a ocho y transformada finalmente por Seneferu en una pirámide de caras lisas. Actualmente, solo son visibles tres niveles. 
La pirámide se derrumbó en la antigüedad, y solamente la parte central de su núcleo interno sigue en pie, dándole un aspecto de torre, algo único entre las pirámides egipcias. La pequeña colina sobre la que parece asentarse está formada en realidad por los escombros resultantes de su derrumbe: el recubrimiento de la pirámide se habría deslizado por falta de adherencia de las capas inferiores, dejando el núcleo central a la vista. Existe una segunda hipótesis según la cual este deslizamiento de la capa externa nunca tuvo lugar, sino que la pirámide está inacabada. Según esta teoría, los escombros que la rodean aún hoy no serían más que los resultantes del desmontaje de las rampas necesarias para su construcción.

## Complejo funerario

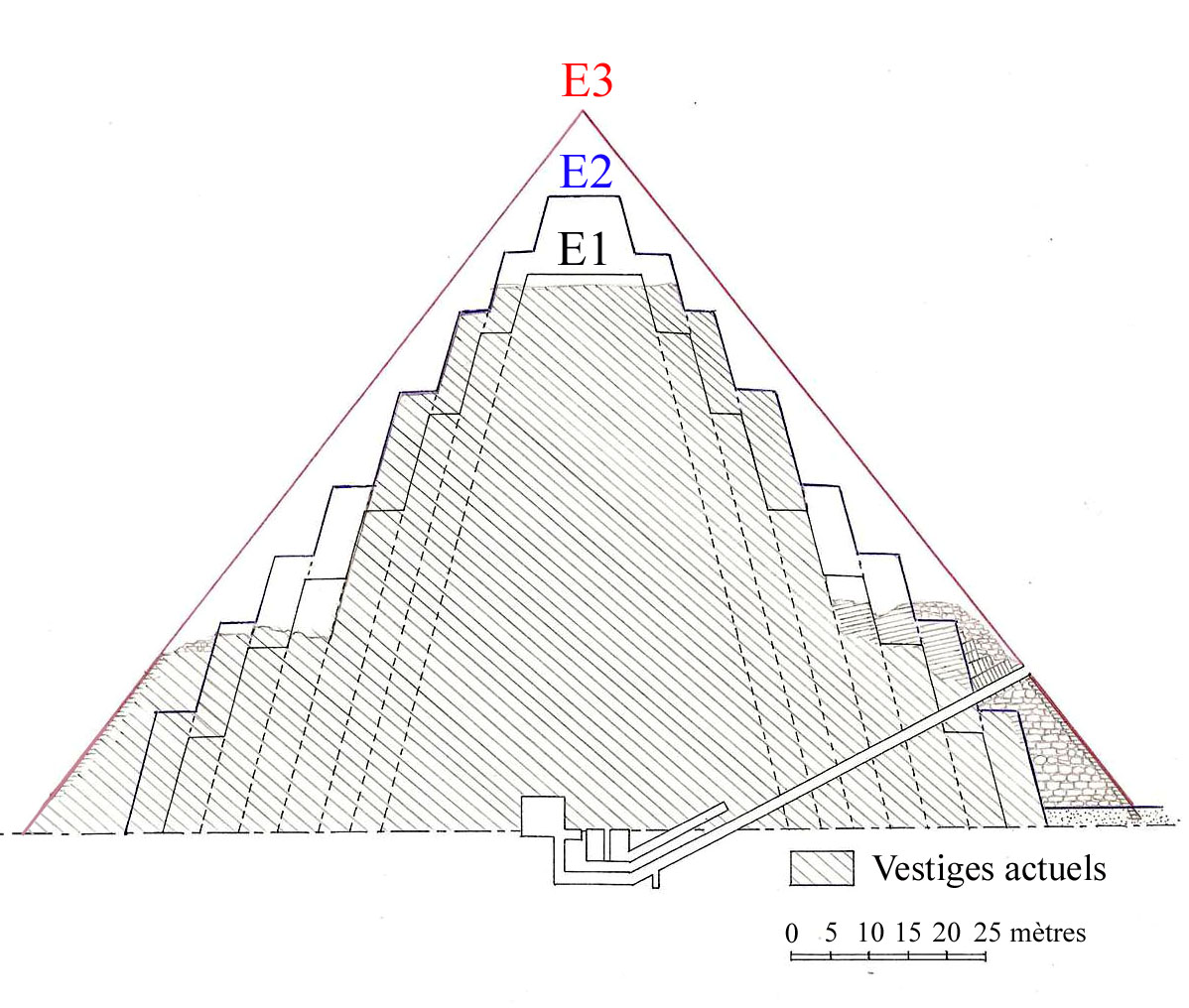
Superposición de las tres fases de construcción.

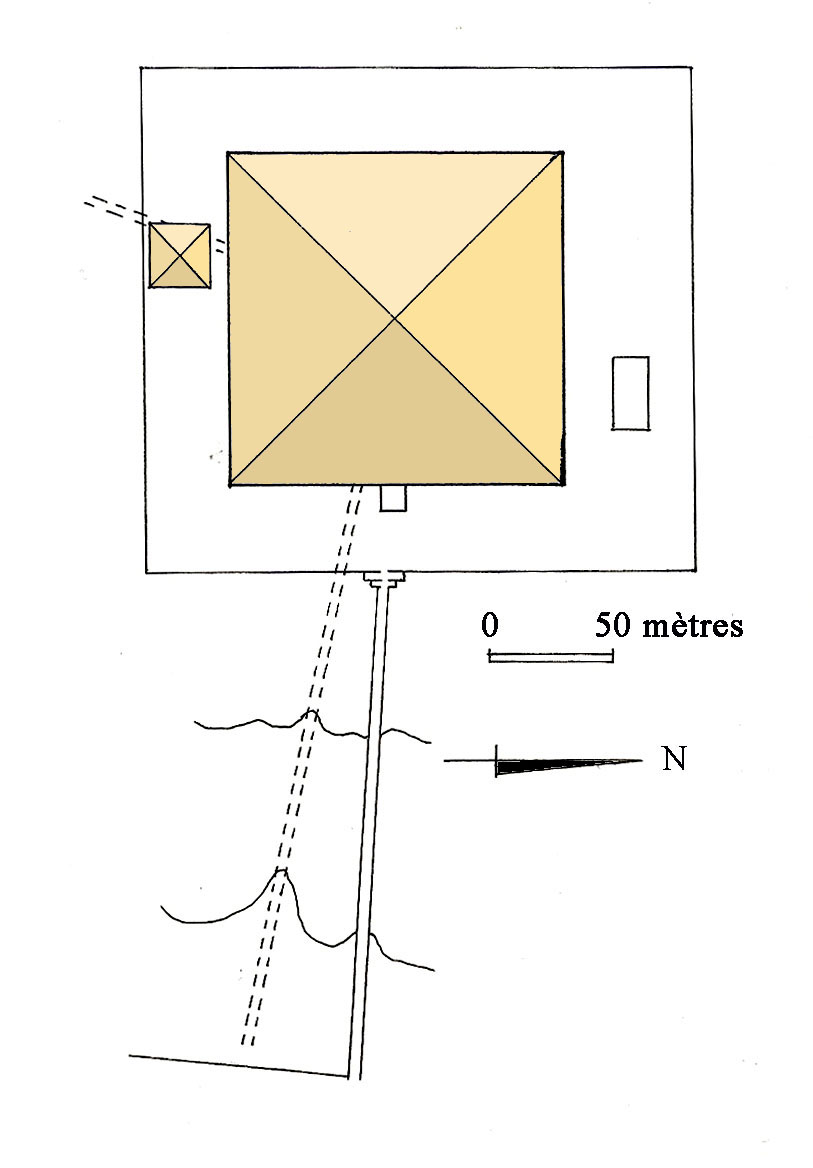
Plano del complejo funerario de Meidum (punteado, los vestigios de una rampa).

El conjunto funerario de Meidum fue el primero compuesto por una pirámide de caras lisas, un templo funerario unido a ella mediante una calzada, una pirámide subsidiaria (o satélite), y una necrópolis adyacente con mastabas para los funcionarios. El templo conmemorativo desapareció, pero el templo funerario, de tamaño modesto, aún perdura. Las excavaciones realizadas en los alrededores del complejo permitieron detectar vestigios de una rampa de adobe que, según el egiptólogo Jean-Philippe Lauer, habría servido para el transporte de los bloques necesarios para la construcción de la pirámide. La anchura de esta rampa, de unos cuatro metros, implica que se destinaba al transporte de los bloques de piedra hasta el primer nivel del monumento. La pirámide subsidiaria está situada en el lado sur, dentro del muro de recinto, y el templo conmemorativo está en su lado este.

## Pirámide principal
Se cree que la pirámide de Meidum fue construida para Huny, pero fue terminada por su hijo y sucesor, Seneferu, que también la reformó transformándola de pirámide escalonada en una de caras lisas, completando las gradas con piedra caliza. Antes, había sido construida en distintas etapas, primeramente como una pirámide escalonada de siete gradas a la que se agregó otra posteriormente. Hay indicios de que se derrumbó durante el Imperio Nuevo.
Conocida como la pirámide derruida, las capas externas del revestimiento comenzaron a caer, dejando expuesto el núcleo, lo que le dio el nombre de Falsa pirámide. Algunos egiptólogos piensan que este derrumbe acaeció durante el reinado de Seneferu, impulsándole a variar en 43.º la pendiente de la pirámide acodada. En el siglo XV fue descrita por Al-Maqrizi como una «montaña» de cinco niveles, en progresiva ruina, manteniendo solo tres niveles cuando la investigó en 1799 la expedición de Napoleón. 
Fue excavada por Perring en 1837, Lepsius en 1843 y más tarde por Flinders Petrie, que localizó el templo funerario en la zona oriental. En 1920 Borchardt estudió la zona más alejada, tarea en que le siguió Alan Rowe en 1928 y Ali el-Joli en la década de 1970.

### Descripción
La pirámide medía 147 metros de lado y 93,50 metros de altura, aunque en su estado actual, mide 65 metros de altura. La entrada está en la cara norte, a 20 metros sobre el actual nivel del suelo. 
Flinders Petrie penetró por primera vez en la pirámide en 1881 y dirigió las excavaciones efectuadas entre 1888 y 1891. Descubrió que tras la entrada, el pasaje desciende 57 metros hasta un corredor horizontal, casi bajo el nivel original del suelo, en donde hay dos pequeñas salas que hacen la función de antecámaras; este pasaje conduce a un pasaje de diez metros por el que se sube hasta la cámara funeraria. No se sabe quién fue enterrado en ella: aunque la construcción comenzase durante el reinado de Huny no concluyó hasta tiempos de Seneferu, pero no parece probable que fuese la tumba de este último faraón.

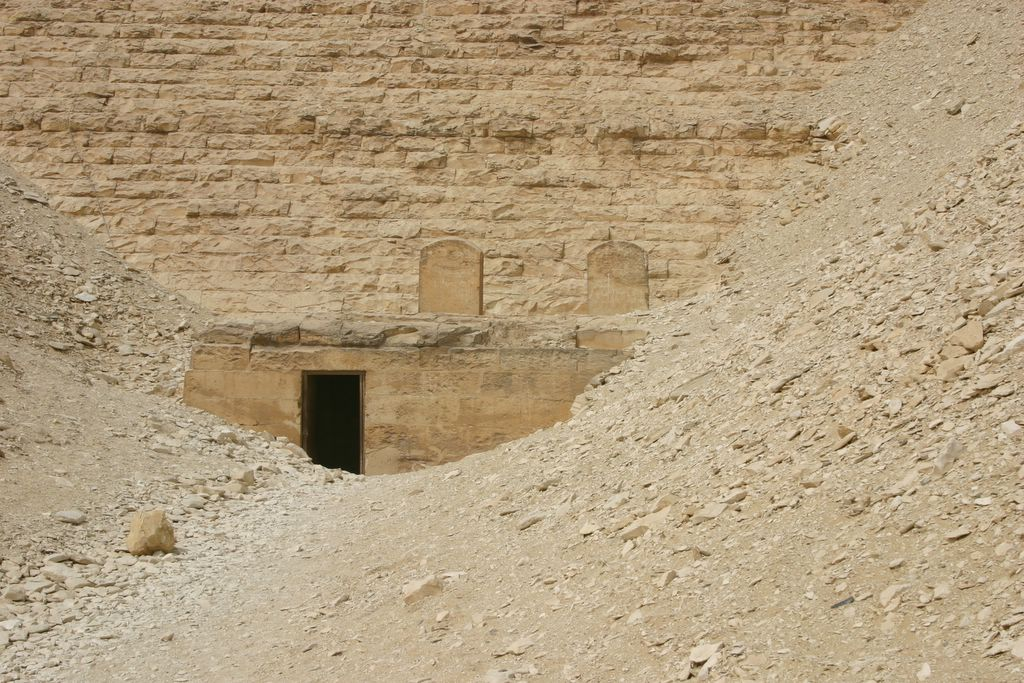
Templo funerario y estelas.
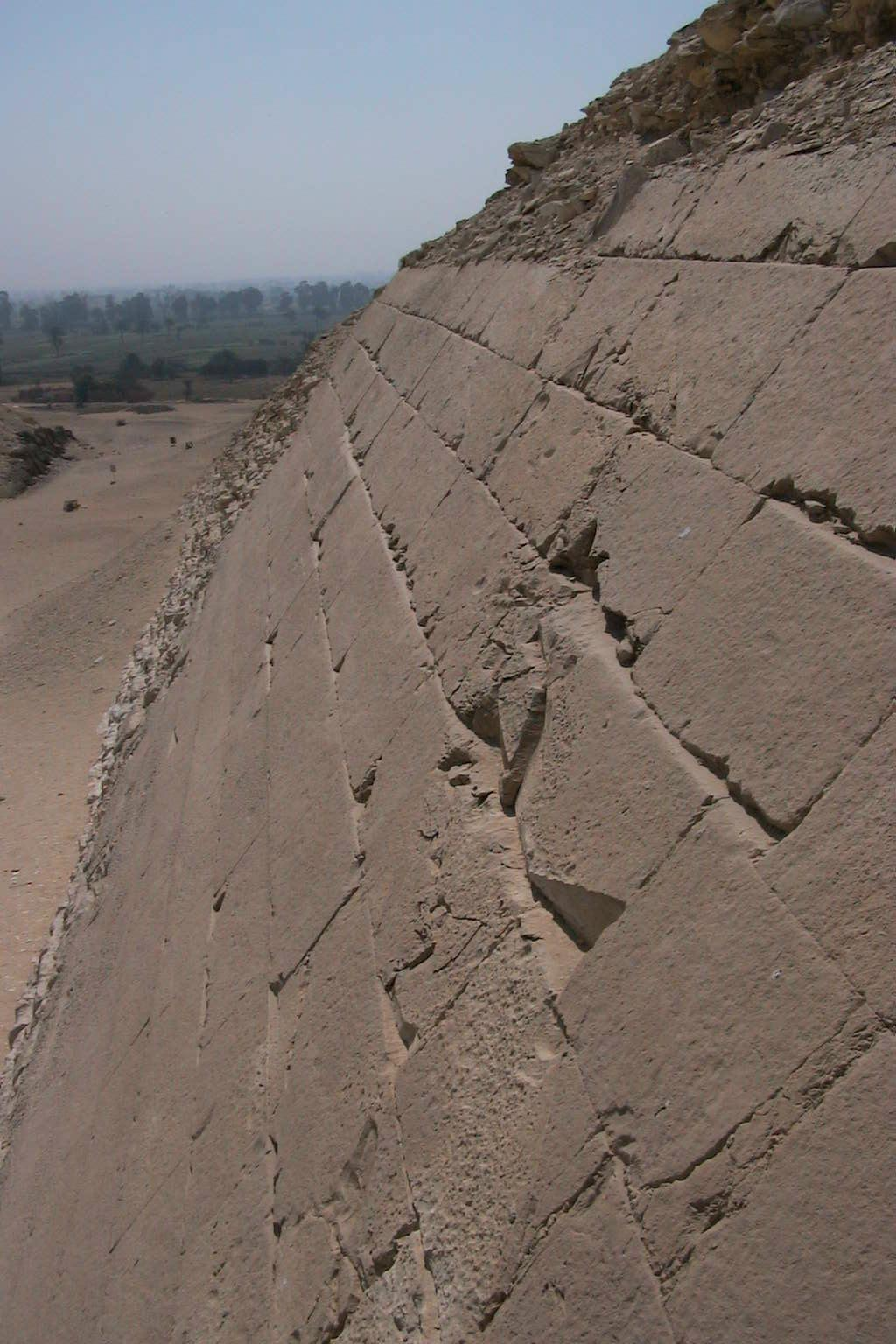
Recubrimiento de la pirámide de Meidum.
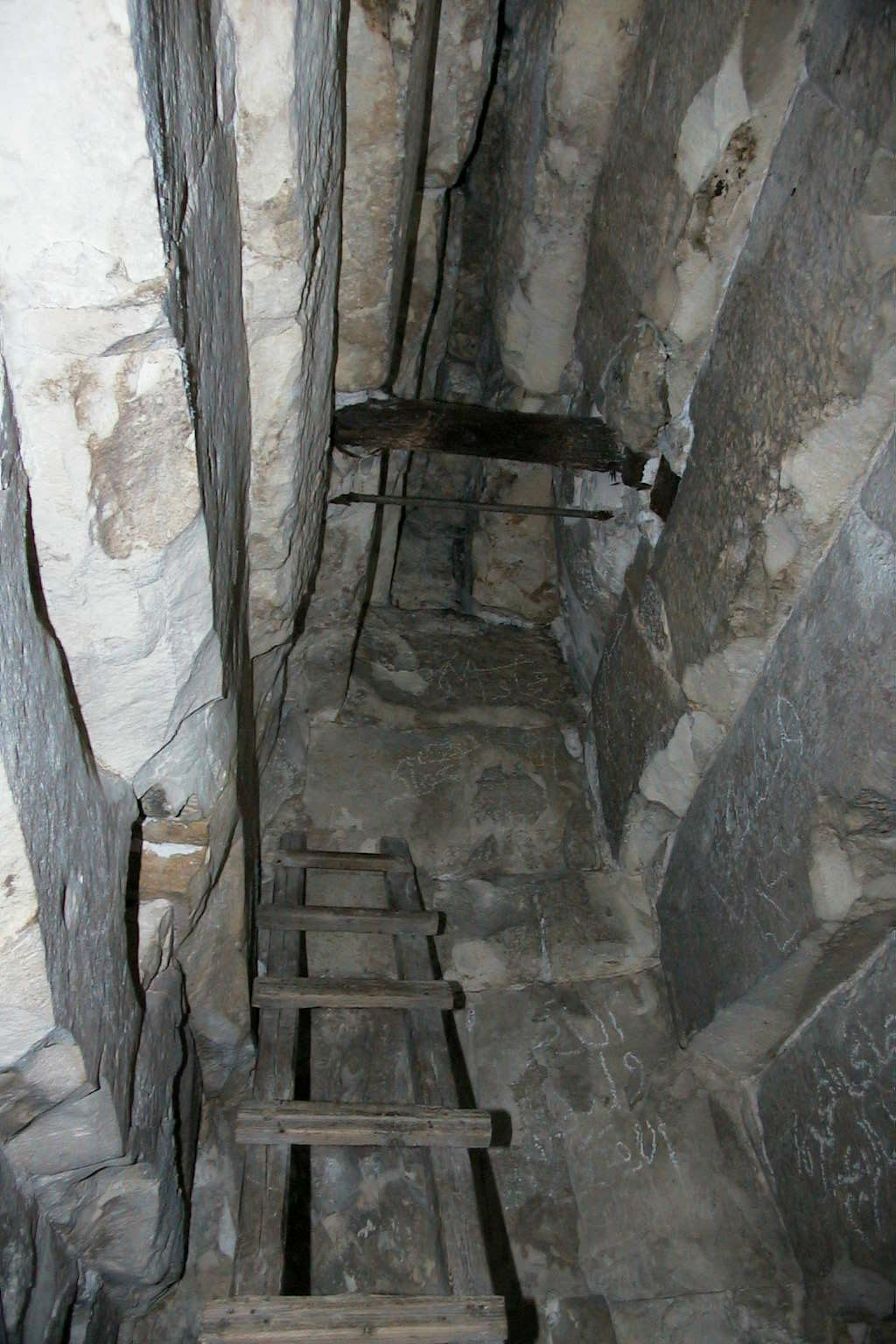
Primera cámara funeraria.
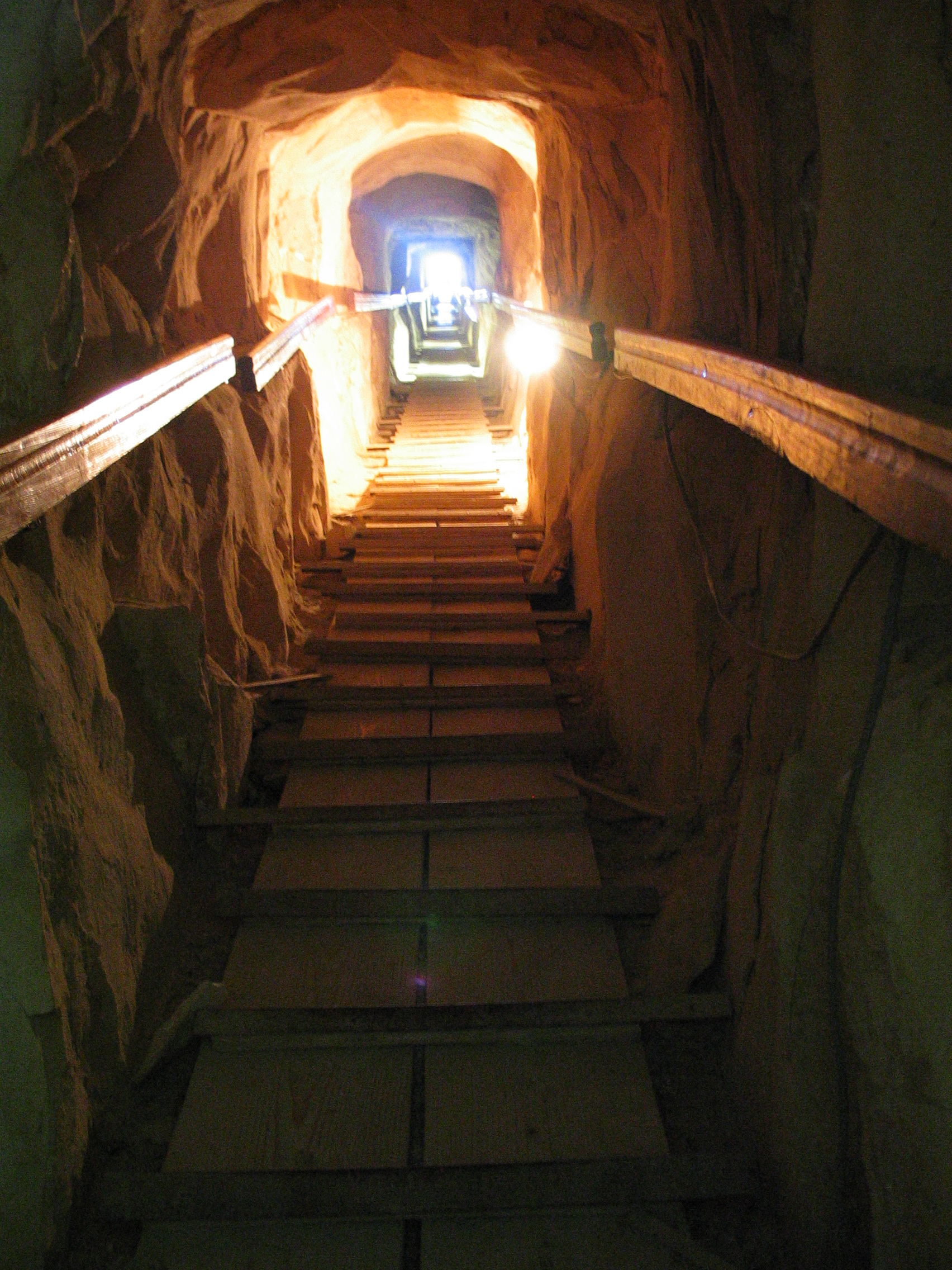
Corredor descendente.

### Últimos descubrimientos
Los trabajos de los arquitectos Gilles Dormion y Jean-Yves Verd'hurt, que estudiaron las pirámides desde 1986, permitieron descubrir dos nuevas cámaras funerarias en la pirámide. Una es un pasaje descubierto encima del túnel de acceso a la cámara funeraria inacabada; hay un corto pasaje seguido de dos cámaras de descarga, construidas en bóveda escalonada, como la cámara funeraria, aunque acabada con mejor factura. No hay ninguna comunicación entre este pasaje y las cámaras. El segundo descubrimiento fue el de un pasaje que asciende por la pirámide de manera paralela al corredor que comienza en la entrada a la pirámide. El pasaje está bloqueado tras un largo trecho. Este descubrimiento permitió volver a preguntarse por el plan general de la pirámide: los espacios recientemente descubiertos son de una amplitud casi igual a los inicialmente conocidos.

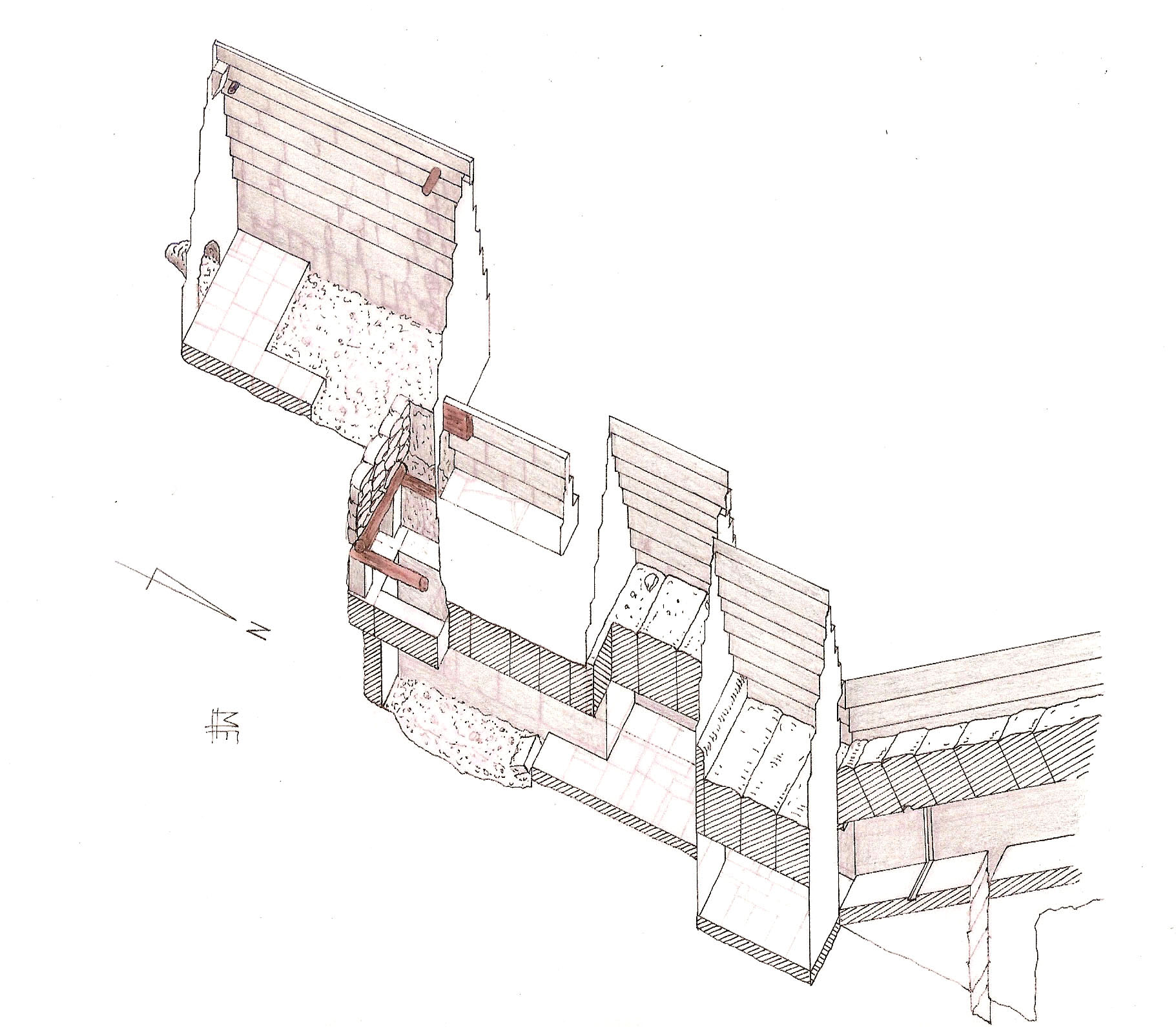
Distribución interna.

## La pirámide subsidiaria

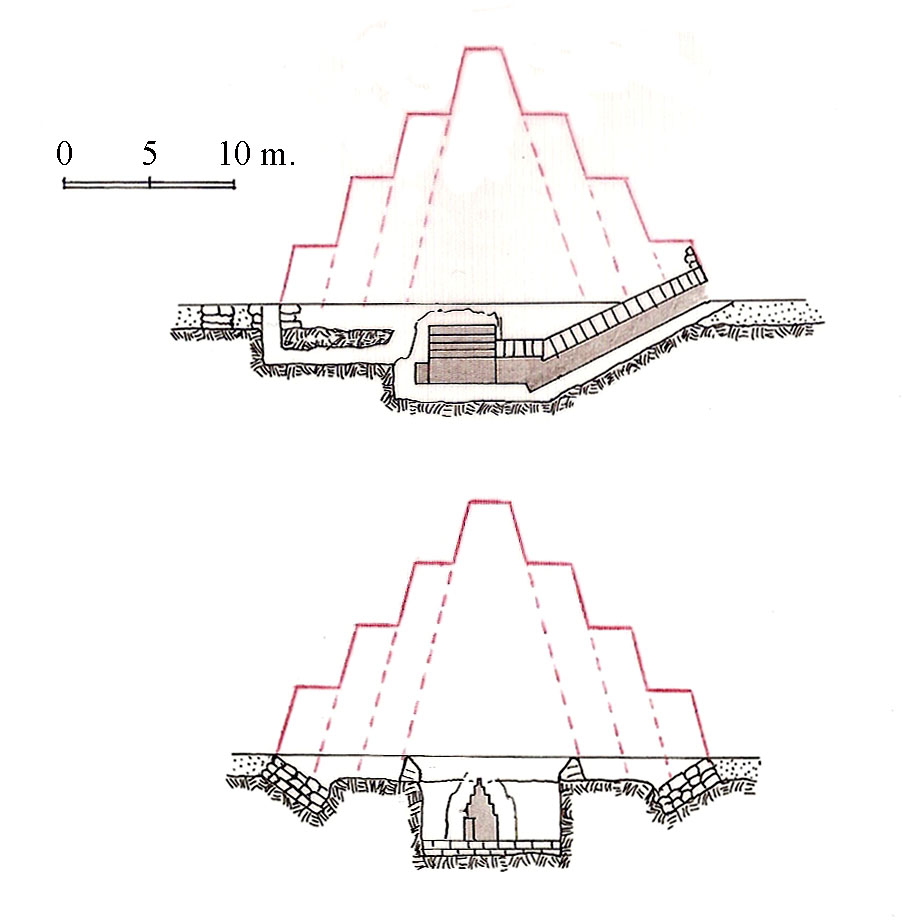
Pirámide subsidiaria.

Hay una pequeña pirámide subsidiaria al sur de la tumba real, pero toda la superestructura y una parte de la subestructura desaparecieron. Los arquitectos Vito Maragioglio y Celeste Rinaldi han propuesto una reconstrucción basada en los elementos aún visibles in situ, demostrando que era una pirámide escalonada y que el plan de sus cámaras funerarias era idéntico al de su vecina.

## Necrópolis adjunta
Aproximadamente, a quinientos metros al norte de la pirámide hay una necrópolis de la cuarta dinastía que agrupa tumbas de príncipes y otros personajes importantes de la Corte, entre ellas, la mastaba de Nefermaat que contenía la famosa pintura de las Ocas de Meidum, expuesta hoy en el Museo Egipcio de El Cairo, donde se pueden admirar también dos famosas estatuas del príncipe Rahotep y su esposa Nofret, en caliza policromada, encontradas en su mastaba, descubierta por Mariette en 1871.